# Rafael Chirbes
Rafael Chirbes Magraner (Tabernes de Valldigna, Valencia, 27 de junho de 1949 - Beniarbeig, 15 de agosto de 2015) foi um escritor e crítico literário espanhol, vencedor do Prémio Nacional da Crítica 2007 e 2014.

## Biografia
Nasceu em 27 de junho de 1949 em Tabernes de Valldigna, província de Valência.
Com a idade de 4 anos, o seu pai faleceu. Desde os oito anos estudou em colégios de órfãos de ferroviários, em Ávila e León. Aos 16 mudou-se para Madrid, onde estudou História Moderna e Contemporânea. Em 1969 mudou-se para Paris, onde permaneceu um ano. Também viveu em Marrocos (onde foi professor de espanhol), Barcelona, Corunha, Extremadura, e no ano 2000 regressou a Alicante (Dénia e Beniarbeig). Dedicou-se à crítica literária durante algum tempo e posteriormente a outras actividades jornalísticas, como os artigos gastronómicos (na revista Sobremesa, também escreveu este género para El País em que foi despedido depois de uma crítica negativa a um restaurante de alta cozinha do Grupo Vips, propriedade da família Almagro) e os relatos de viagens. A sua primeira novela, Mimoun (1988), foi finalista do Prémio Herralde e a sua obra La larga marcha (1996) foi galardoada em Alemanha com o Prêmio SWR-Bestenliste. Com esta novela iniciou uma trilogia sobre a sociedade espanhola que vai desde o pós-guerra até a transição, que se completa com La caída de Madrid (2000) e Los viejos amigos (2003). Com Crematorio (2007), um retrato da especulação imobiliária, recebeu o Prémio Nacional da Crítica e o V Prémio Doce Chacón. A novela En la orilla (2013), continua o retrato da Espanha em crise, e recebeu também o Prémio Nacional da Crítica 2014 e o Prémio Francisco Ombreira ao livro do ano 2013. Esta novela foi considerada o melhor livro do ano, segundo os jornalistas e críticos literários do diário El País. Faleceu em Tabernes de Valldigna a 15 de agosto de 2015.

## Adaptação televisiva
A sua oitava novela, Crematorio (2007), foi adaptada pelo Canal Plus em 2011 como minissérie de televisão de 8 capítulos, com Pepe Sancho como protagonista no papel do construtor Rubén Bertomeu. A série conseguiu excelentes críticas.

## Obras

### Romances
- Mimoun (1988, Anagrama). Finalista do Prémio Herralde
- En la lucha final (1991, Anagrama)
- La buena letra (1992, Anagrama)
- Os disparos do caçador: romance  - no original Los disparos del cazador (1994, Anagrama)
- La larga marcha (1996, Anagrama)
- La caída de Madrid (2000, Anagrama)
- Los viejos amigos (2003, Anagrama)
- Crematório - no original Crematorio (2007, Anagrama). Premio de la Crítica de narrativa castellana (1º)
- En la orilla (2013, Anagrama). Premio de la Crítica de narrativa castellana (2º) e Premio Nacional de Narrativa
- París-Austerlitz (2016, Anagrama), ainda não publicado

### Ensaios
- Mediterráneos (1997, Anagrama)
- El novelista perplejo (2002, Anagrama)
- El viajero sedentario (2004, Anagrama)
- Por cuenta propia (2010, Anagrama)

## Prémios literários
Pelas suas primeiras obras:
- 1988: Finalista do Prémio Herralde pela sua primeira novela, Mimoun
- 1999: Prémio alemão SWR-Bestenliste por La larga marcha
- 2003: Prémio Cálamo de livro do ano por Los viejos amigos

por Crematorio:
- 2007: Prêmio da Crítica de narrativa castelhana (1º)
- 2007: Prêmio Cálamo ao livro do ano
- 2008: Prêmio Doce Chacón

por En la orilla:
- 2014: Prêmio da Crítica de narrativa castelhana (2º)
- 2014: Prêmio Nacional de Narrativa
- 2014: Melhor livro em língua espanhola de 2013 segundo o diário El País[6]
- 2014: Prêmio Francisco Ombreira ao livro do ano
- 2014: Finalista do Prêmio Bienal de Novela Mario Vargas Llosa